# Nephrotoma crocata luteata
Nephrotoma crocata luteata is een tweevleugelige uit de familie langpootmuggen (Tipulidae). De soort komt voor in het Palearctisch gebied.